# Joseph Bédier
Charles Marie Joseph Bédier, nasceu em 28 de janeiro de 1884 em Paris e morreu em 19 de agosto de 1938 em Grand-Serre, foi um filólogo romanista francês, especialista em literatura medieval.
Sua família é de origem bretã, mas se estabeleceu na Ilha da Reunião em 1744. Embora tenha nascido em Paris, passou sua infância na Ilha da Reunião após a morte de seu pai, quando tinha apenas quatro anos. Tornou-se professor de literatura francesa da Idade Média e publicou muitos textos medievais em francês moderno, como Tristão e Isolda (1900), A Canção de Rolando (1921), les Fabliaux (1893). Foi eleito membro da Academia Francesa em 1920.
Recebeu o Prêmio Gobert em 1911.

## Infância, estudo e início de carreira
Nascido em Paris, passou toda a infância e adolescência na Ilha da Reunião. Em 1883, foi admitido aos 19 anos na Escola Normal Superior de Paris, onde permaneceu até passar em um concurso público para professor em 1886 . Com o desejo de aprender mais, assistiu conferências organizadas pela Escola Prática de Altos Estudos e pelo Collège de France, onde conheceu seu professor, Gaston Paris, que exerceria grande influência sobre ele e a quem nunca deixaria de venerar.
De 1889 a 1891, foi o principal professor de língua e literatura francesa da nova Universidade de Friburgo. Ele retorna à França em 1891 para ocupar um cargo na faculdade de letras da Universidade de Caen e se casar com Eugénie Bizarelli, com quem teve três filhos. Ele ainda dedicou tempo para publicar diversos trabalhos nas revistasRomania e Revue des deux Mondes.

## Primeira Guerra Mundial
Quando a guerra eclodiu em 1914, sua situação muda completamente, já que ele põe seus conhecimentos de alemão à disposição do Estado-Maior. O trabalho de Bédier no Ministério da Guerra o mantém longe do ensino até 1920, ano em que ele foi admitido na Academia Francesa, na cadeira de Edmond Rostand, o que o deixa muito orgulhoso.

## Fim de carreira
Depois de 1918, sua carreira de romanista torna-se secundária a sua carreira administrativa; ele pesquisa apenas de noite. A partir de 1928, ele não escreve mais nada neste campo. Em 1929, ele é eleito diretor do Collège de France. Em 1936, com 72 anos, ele se aposenta e abandona, ao mesmo tempo, todas as suas honrarias e o lugar em que consagrou mais de trinta anos de sua vida. Em 1921, ele participa da criação da Revue de France e torna-se membro da Fundação pela Ciência em 1930, onde ele publica a Synthèse.
Joseph Bédier morre subitamente em Grand-Serre, no dia 29 de agosto de 1938, de uma congestão cerebral, deixando sua esposa viúva.

## Sua obra
Bediér consagrou sua vida ao estudo das obras mais importantes da Idade Média. Seu trabalho está ancorado em uma de suas constantes preocupações: o problema das origens. Munido por este ardor, Bédier submete todo o corpus dos contos estudados a um exame atento, os classificando e os comparando. Finalmente, ele chega a uma conclusão surpreendente — diante das teorias comumente aceitas — de que a tradição é menos rica e menos variada do que se acreditava até então e que os textos mais antigos possuíam uma base de elementos comuns dispostos segundo uma ordem constante, que poderiam remontar a uma mesma origem.
A fama e o reconhecimento definitivo vieram com a publicação do romance de Tristão e Isolda, história que, até então, era ignorada pelo grande público francês.
Entre seus trabalhos, é preciso citar sua edição da Canção de Rolando, assim como diversos estudos consagrados à poesia épica medieval e às questões relativas às origens das grandes obras da antiga literatura francesa.
Uma delas, Légendes épiques: recherches sur la formation de geste, postula uma tese Individualista à questão da criação da gesta. Ele insiste na necessidade de:
considerar as obras como elas são, nos textos existentes [...] em vez de se exaurir na busca de modelos hipotéticos para as canções de gesta que teriam sido perdidos.
Esta teoria não deixou de suscitar debates. Alguns opositores, como Ramón Menéndez Pidal, reafirmaram a ideia de uma tradição lírica e lendária como predecessora das canções de gesta, conforme ele expõe no livro La Chanson de Roland y el neotradicionalismo.

## Obras
- Le Lai de l’ombre, 1890
- Le Fabliau de Richeut, 1891
- Les Fabliaux, études de littérature populaire et d’histoire littéraire du Moyen Âge, 1893
- De Nicolao Museto (gallice Colin Muset), francogallico carminum scriptore, 1893
- Le Roman de Tristan et Iseut, Paris, 1900
- Le Roman de Tristan par Thomas, 1902-1905
- Études critiques, 1903
- Les Deux Poèmes de la Folie Tristan, 1907
- Légendes épiques, recherches sur la formation des chansons de geste, 1908-1913
- Les Chansons de croisade, 1909
- Les Chansons de Colin Muset, 1912
- Les Crimes allemands d’après les témoignages allemands, 1915
- Comment l’Allemagne essaie de justifier ses crimes, 1915
- L’Effort français, 1919
- La Chanson de Roland, édition critique, 1920
- La Chanson de Roland, d'après le manuscrit d'Oxford, 1922
- Commentaires sur la Chanson de Roland, 1927